# Іслам у Ліхтенштейні
За даними Державного департаменту США, у Ліхтенштейні проживає 1384 мусульман, що становить 4% від усієї чисельності населення країни.
У 2004 році уряд створив робочу групу для кращої інтеграції членів мусульманської громади в життя країни. Разом з Ліхтенштейнською бібліотекою, робоча група видала книжки турецькою мовою, а також книги про іслам.
За пропозицією робочої групи, уряд надав фінансову підтримку на суму 20 тис. доларів США (25 000 швейцарських франків) мусульманській громаді у 2006 році.
З 2001 року уряд виділив громаді місце проживання для одного імама, і тимчасове житло для імама під час рамадану. Уряд проводить політику регулярної видачі віз імамам в обмін на згоду турецької асоціації та ісламського співтовариства щодо запобігання релігійного екстремізму.
Населення досить толерантно по відношенню до мусульман; у 2008 році більше половини опитаних жителів підтримали будівництво мечеті.